# 애플 A6X
애플 A6X(영어: Apple A6X)는 애플이 설계한 마지막 32비트 시스템 온 칩(SoC)이다. 2012년 10월 23일 아이패드 4세대에 채용할 것이라고 발표되었다.
기존 A6칩보다 CPU 클럭을 높임과 동시에 Cortex-A9 코어에서 애플 자체 아키텍처인 Swift 코어를 사용하였고, A6칩의 SGX543MP3보다 그래픽 기능이 강화된 SGX554MP4 GPU를 장착하였다.

## 채용 제품
- 아이패드 4세대

## 같이 보기
- 애플 실리콘
- 애플 A6